# RuPaul's Drag Race (mùa 12)
Mùa thứ mười hai của RuPaul's Drag Race bắt đầu phát sóng vào ngày 28 tháng 2 năm 2020 trên kênh VH1. Giai đoạn tuyển thí sinh bắt đầu từ tháng 1 và được công bố vào ngày 23 tháng 1 cùng năm. Mùa thi này gồm có 13 thí sinh. Người chiến thắng của mùa này là Jaida Essence Hall.

## Thí sinh
Số liệu tại thời điểm ghi hình:
| Thí sinh           | Tuổi | Quê quán                  | Thứ hạng  |
| ------------------ | ---- | ------------------------- | --------- |
| Jaida Essence Hall | 32   | Milwaukee, Wisconsin      | Quán quân |
| Crystal Methyd     | 28   | Springfield, Missouri     | Á quân    |
| Gigi Goode         | 21   | Los Angeles, California   | Á quân    |
| Sherry Pie         | 28   | New York City, New York   | Hạng 4    |
| Jackie Cox         | 34   | New York City, New York   | Hạng 5    |
| Heidi N Closet     | 24   | Ramseur, North Carolina   | Hạng 6    |
| Widow Von'Du       | 30   | Kansas City, Missouri     | Hạng 7    |
| Jan                | 26   | New York City, New York   | Hạng 8    |
| Brita              | 34   | New York City, New York   | Hạng 9    |
| Aiden Zhane        | 29   | Acworth, Georgia          | Hạng 10   |
| Nicky Doll         | 28   | New York City, New York   | Hạng 11   |
| Rock M. Sakura     | 28   | San Francisco, California | Hạng 12   |
| Dahlia Sin         | 28   | Los Angeles, California   | Hạng 13   |

## Bảng loại trừ
| Thí sinh           | Tập     | Tập   | Tập       | Tập       | Tập       | Tập       | Tập       | Tập       | Tập       | Tập       | Tập       | Tập       | Tập   | Tập       |
| Thí sinh           | 1       | 2     | 3         | 4         | 5         | 6         | 7         | 8         | 9         | 10        | 11        | 12        | 13    | 14        |
| ------------------ | ------- | ----- | --------- | --------- | --------- | --------- | --------- | --------- | --------- | --------- | --------- | --------- | ----- | --------- |
| Jaida Essence Hall |         | THẮNG | An toàn   | CAO       | An toàn   | An toàn   | An toàn   | CAO       | THẮNG     | THẮNG     | Nguy hiểm | CAO       | Khách | QUÁN QUÂN |
| Crystal Methyd     | An toàn |       | THẤP      | An toàn   | An toàn   | THẤP      | CAO       | CAO       | CAO       | CAO       | THẮNG     | Nguy hiểm | Khách | Á QUÂN    |
| Gigi Goode         | TOP2    |       | An toàn   | THẮNG     | CAO       | THẮNG     | THẮNG     | THẤP      | THẤP      | An toàn   | An toàn   | THẮNG     | Khách | Á QUÂN    |
| Sherry Pie         |         | TOP2  | THẮNG     | An toàn   | THẮNG     | CAO       | An toàn   | THẤP      | An toàn   | CAO       | An toàn   | THẤP      |       |           |
| Jackie Cox         | CAO     |       | CAO       | An toàn   | CAO       | CAO       | THẤP      | CAO       | Nguy hiểm | Nguy hiểm | CAO       | LOẠI      | Khách | Khách     |
| Heidi N Closet     | THẤP    |       | CAO       | An toàn   | Nguy hiểm | An toàn   | Nguy hiểm | THẮNG     | CAO       | Nguy hiểm | LOẠI      |           | Khách | Miss C    |
| Widow Von'Du       | THẮNG   |       | An toàn   | An toàn   | CAO       | An toàn   | An toàn   | Nguy hiểm | LOẠI      |           |           |           | Khách | Khách     |
| Jan                |         | CAO   | An toàn   | An toàn   | CAO       | An toàn   | CAO       | LOẠI      |           |           |           |           | Khách | Khách     |
| Brita              | CAO     |       | An toàn   | Nguy hiểm | THẤP      | Nguy hiểm | LOẠI      |           |           |           |           |           | Khách | Khách     |
| Aiden Zhane        |         | CAO   | An toàn   | THẤP      | CAO       | LOẠI      |           |           |           |           |           |           | Khách | Khách     |
| Nicky Doll         | THẤP    |       | Nguy hiểm | CAO       | LOẠI      |           |           |           |           |           |           |           | Khách | Khách     |
| Rock M. Sakura     |         | THẤP  | An toàn   | LOẠI      |           |           |           |           |           |           |           |           | Khách | Khách     |
| Dahlia Sin         |         | THẤP  | LOẠI      |           | Khách     | Khách     |           | Khách     | Khách     |           | Khách     |           | Khách | Khách     |

     Thí sinh thắng RuPaul's Drag Race.
     Thí sinh về nhì
     Thí sinh được bình chọn Hoa hậu thân thiện (Miss Congeniality)
     Thí sinh thắng thử thách
     Thí sinh thuộc top 2 người xuất sắc nhất (của tập mở màn), và thắng cả màn Lipsync
     Thí sinh thuộc top 2 người xuất sắc nhất (của tập mở màn), nhưng để thua ở màn Lipsync
     Thí sinh nhận đánh giá tích cực và an toàn
     Thí sinh nhận đánh giá và an toàn
     Thí sinh an toàn
     Thí sinh nhận đánh giá tiêu cực nhưng an toàn
     Thí sinh rơi vào nhóm nguy hiểm
     Thí sinh bị loại
     Thí sinh bị tước quyền tham gia

## Lip syncs
| Tập | Thí sinh                                             | Thí sinh                                             | Thí sinh                                             | Bài hát                                                   | Người chiến thắng                   |
| --- | ---------------------------------------------------- | ---------------------------------------------------- | ---------------------------------------------------- | --------------------------------------------------------- | ----------------------------------- |
| 1   | Gigi Goode                                           | vs.                                                  | Widow Von'Du                                         | "Starships" (Nicki Minaj)                                 | Widow Von'Du                        |
| 2   | Jaida Essence Hall                                   | vs.                                                  | Sherry Pie                                           | "Call Your Girlfriend" (Robyn)                            | Jaida Essence Hall                  |
| Tập | Thí sinh                                             | Thí sinh                                             | Thí sinh                                             | Bài hát                                                   | Bị loại                             |
| 3   | Dahlia Sin                                           | vs.                                                  | Nicky Doll                                           | "Problem" (Ariana Grande ft. Iggy Azalea)                 | Dahlia Sin                          |
| 4   | Brita                                                | vs.                                                  | Rock M. Sakura                                       | "S&M" (Rihanna)                                           | Rock M. Sakura                      |
| 5   | Heidi N Closet                                       | vs.                                                  | Nicky Doll                                           | "Heart to Break" (Kim Petras)                             | Nicky Doll                          |
| 6   | Aiden Zhane                                          | vs.                                                  | Brita                                                | "Let It Go" (Caissie Levy)                                | Aiden Zhane                         |
| 7   | Brita                                                | vs.                                                  | Heidi N Closet                                       | "Burning Up" (Madonna)                                    | Brita                               |
| 8   | Jan                                                  | vs.                                                  | Widow Von'Du                                         | "This Is My Night" (Chaka Khan)                           | Jan                                 |
| 9   | Jackie Cox                                           | vs.                                                  | Widow Von'Du                                         | "Firework" (KAn toàny Perry)                              | Widow Von'Du                        |
| 10  | Heidi N Closet                                       | vs.                                                  | Jackie Cox                                           | "Kill the Lights" (Alex Newell, DJ Cassidy, Nile Rodgers) | Không có                            |
| 11  | Heidi N Closet                                       | vs.                                                  | Jaida Essence Hall                                   | "1999" (Prince)                                           | Heidi N Closet                      |
| 12  | Crystal Methyd                                       | vs.                                                  | Jackie Cox                                           | "On the Floor" (Jennifer Lopez ft. Pitbull)               | Jackie Cox                          |
| Tập | Thí sinh                                             | Thí sinh                                             | Thí sinh                                             | Bài hát                                                   | Bài hát                             |
| 14  | Crystal Methyd vs. Gigi Goode vs. Jaida Essence Hall | Crystal Methyd vs. Gigi Goode vs. Jaida Essence Hall | Crystal Methyd vs. Gigi Goode vs. Jaida Essence Hall | "Bring Back My Girls" (RuPaul)                            | "Bring Back My Girls" (RuPaul)      |
| 14  | Crystal Methyd                                       | Crystal Methyd                                       | Crystal Methyd                                       | "I'm Like a Bird" (Nelly Furtado)                         | "I'm Like a Bird" (Nelly Furtado)   |
| 14  | Gigi Goode                                           | Gigi Goode                                           | Gigi Goode                                           | "Take On Me" (A-ha)                                       | "Take On Me" (A-ha)                 |
| 14  | Jaida Essence Hall                                   | Jaida Essence Hall                                   | Jaida Essence Hall                                   | "Get Up" (Ciara ft. Chamillionaire)                       | "Get Up" (Ciara ft. Chamillionaire) |
| 14  | Thí sinh                                             | Thí sinh                                             | Thí sinh                                             | Bài hát                                                   | Người chiến thắng                   |
| 14  | Crystal Methyd vs. Gigi Goode vs. Jaida Essence Hall | Crystal Methyd vs. Gigi Goode vs. Jaida Essence Hall | Crystal Methyd vs. Gigi Goode vs. Jaida Essence Hall | "Survivor" (Destiny's Child)                              | Jaida Essence Hall                  |

     Thí sinh thắng màn Lipsync để chiến thắng mùa giải.
     Thí sinh thắng màn Lipsync để chiến thắng tập.
     Thí sinh bị loại sau lần đầu rơi vào nhóm nguy hiểm.
     Thí sinh bị loại sau lần thứ hai rơi vào nhóm nguy hiểm.
     Thí sinh bị loại sau lần thứ ba rơi vào nhóm nguy hiểm.
     Thí sinh bị loại sau lần thứ tư rơi vào nhóm nguy hiểm.